# Nelson Rutilio Lemus
Nelson Rutilio Lemus, né le 10 novembre 1960 et mort assassiné le 12 mars 1977, était un jeune laïc salvadorien, compagnon du Père Rutilio Grande, qui fut tué en même temps que lui par un escadron de la mort. Reconnu martyr par l'Église catholique, il est vénéré comme bienheureux et fêté le 12 mars

## Biographie
Nelson Rutilio Lemus est né le 10 novembre 1960, dans une famille de paysans (campesinos), à El Paisnal. Proche du curé de la paroisse, le Père Rutilio Grande, il l'accompagne dans ses activités auprès des populations paysannes et indigènes. Nelson fait aussi le catéchisme aux enfants.
Malgré les troubles qui secouent le pays et les menaces contre le P. Rutilio Grande, Nelson continue de le suivre. Le 12 mars 1977, alors qu'ils reviennent d'El Paisnal où ils ont animé la neuvaine à saint Joseph, leur voiture est mitraillée par des hommes armés appartenant aux escadrons de la mort. Nelson, qui n'est pas mort sur le coup, est achevé.

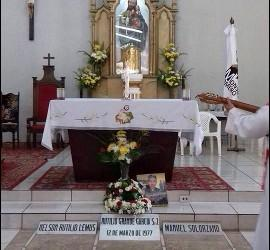
Tombe du P. Rutilio Grande (au centre) et de Nelson (à gauche)

Les obsèques de Rutilio Grande et de Nelson furent célébrées dans la Cathédrale de San Salvador par Mgr Oscar Romero, qui sera à son tour assassiné en 1980.

## Vénération

### Reconnaissance du martyre
En septembre 2015, la Congrégation pour les causes des saints autorise le diocèse de San Salvador à introduire la cause pour sa béatification et canonisation. L'enquête diocésaine s'est clôturée en octobre 2016 et le dossier est transféré à Rome pour y faire reconnaître son martyre par le Saint-Siège. Le 21 février 2020, le pape François reconnaît le martyre de Rutilio Grande, de Manuel Solórzano et de Nelson, et signe leur décret de  béatification.
Ils sont solennellement proclamés bienheureux le 22 janvier 2022, au cours d'une messe qui a été célébrée à San Salvador par le cardinal Gregorio Rosa Chávez. Avec eux, un autre martyr a été élevé à la gloire des autels, il s'agit du Père Cosma Spessotto, assassiné en 1980.